# Lois Chiles
Lois Cleveland Chiles (ur. 15 kwietnia 1947 w Houston) – amerykańska aktorka oraz była modelka. Dziewczyna Bonda; dr Holly Goodhead w filmie Moonraker. W 1992 zagrała w teledysku Michaela Jacksona „Who Is It”.

## Filmografia
- Together for Days (1972) jako Shelley
- Tacy byliśmy (The Way We Were, 1973) jako Carol Ann
- Wielki Gatsby (The Great Gatsby, 1974) jako Jordan Baker
- Śmierć na Nilu (Death on the Nile, 1978) jako Linnet Ridgeway/Doyle
- Śpiączka (Coma, 1978) jako Nancy Greenly
- Dallas (1978-1991) jako Holly Harwood (1982–1983)
- Moonraker (1979) jako dr Holly Goodhead
- Morte no Tejo  (1979)
- Courage (1984) jako Ruth
- Słodka wolność (Sweet Liberty, 1986) jako Leslie
- Dark Mansions (1986) jako Jessica Drake
- Creepshow 2 – Opowieści z dreszczykiem (Creepshow 2, 1987) jako Annie Lansing
- Telepasja (Broadcast News, 1987) jako Jennifer Mack
- Tales from the Hollywood Hills: A Table at Ciro's (1987) jako Lita Nathan
- Tales from the Hollywood Hills: Natica Jackson (1987) jako Lita Nathan
- Nic nie mów (Say Anything..., 1989) jako mama Dianes
- Burning Bridges (1990) jako Claire Morgan
- Tornado (Twister, 1990) jako Virginia
- Aż na koniec świata (Bis ans Ende der Welt, 1991) jako Elsa Farber
- Zabójca (Diary of A Hitman, 1991) jako Sheila
- Opętana (Obsessed, 1992) jako Louise
- Trąbka Clifforda Browna (Lush Life, 1993) jako Lucy
- W oku węża (In the Eye of the Snake, 1994) jako Claire, matka Marca
- Opiekunka (The Babysitter, 1995) jako Bernice Holsten
- Mokra robota (Curdled, 1996) jako Katrina
- Spadająca gwiazda (Wish Upon a Star, 1996) jako Mittermonster
- Rozkosz (Bliss, 1997) jako Eva
- Speed 2: Wyścig z czasem (Speed 2: Cruise Control, 1997) jako Celeste
- Pechowa ucieczka (Black Cat Run, 1998) jako Ada Bronnel
- Uwaga: Ocenzurowane przez rodziców (Warning: Parental Advisory, 2002) jako Susan Baker
- Kettle of Fish  (2006) jako Jean